# Motore aeronautico
Un motore aeronautico è un motore progettato per essere impiegato come produttore dell'energia necessaria a muovere un aeromobile. Come architettura e componentistica non si discosta molto dai motori alternativi per l'industria automobilistica, ma adottano una serie di accorgimenti per esaltare l'affidabilità e il rapporto potenza-peso.

## Le origini
Nella primissima fase della storia aeronautica anche la tecnologia dei motori era ai suoi esordi. Quello che sarebbe diventato il principale tipo di motore endotermico negli anni a venire venne perfezionato nel 1860 dall'ingegnere tedesco Nikolaus August Otto. Tuttavia bisogna aspettare un ventennio per la produzione delle prime autovetture ed un altro ventennio per la nascita dell'aeronautica moderna.
All'inizio del XX secolo i motori a vapore dell'epoca erano troppo complessi, ingombranti e pesanti per essere adeguati all'applicazione aeronautica, mentre i motori a ciclo Otto erano ancora agli albori, di conseguenza la maggior parte dei motori aeronautici dell'epoca pionierisitca erano costruiti artigianalmente.
I fratelli Wright riuscirono ad effettuare il loro celebre primo volo il 17 dicembre 1903, ma il loro Wright Flyer era spinto da un motore a 4 cilindri da 12 cavalli (9 kW) da circa 3,3 litri di cilindrata, costruito appositamente, seppure non troppo dissimile da quelli automobilistici.
Louis Blériot per il suo Blériot XI utilizzò un motore Anzani a tre cilindri a "ventaglio" (o a W) da circa 3 litri da 25 cavalli, di derivazione motociclistica, modificato dallo stesso Anzani potenziando un V-twin con l'aggiunta di un cilindro centrale.
Il primo a commercializzare motori espressamente progettati e costruiti in serie per l'utilizzo in aeronautica fu Léon Levavasseur che produsse i motori Antoinette 8V. Queste unità ad 8 cilindri a V erano particolarmente avanzate per l'epoca, comprendevano infatti raffreddamento a liquido, una prima rudimentale forma di iniezione diretta, e a fronte di un peso di soli 90 kg erogavano tra i 50 e i 60 cavalli, un risultato straordinario per l'epoca (1906).

## Gli sviluppi dell'aeronautica

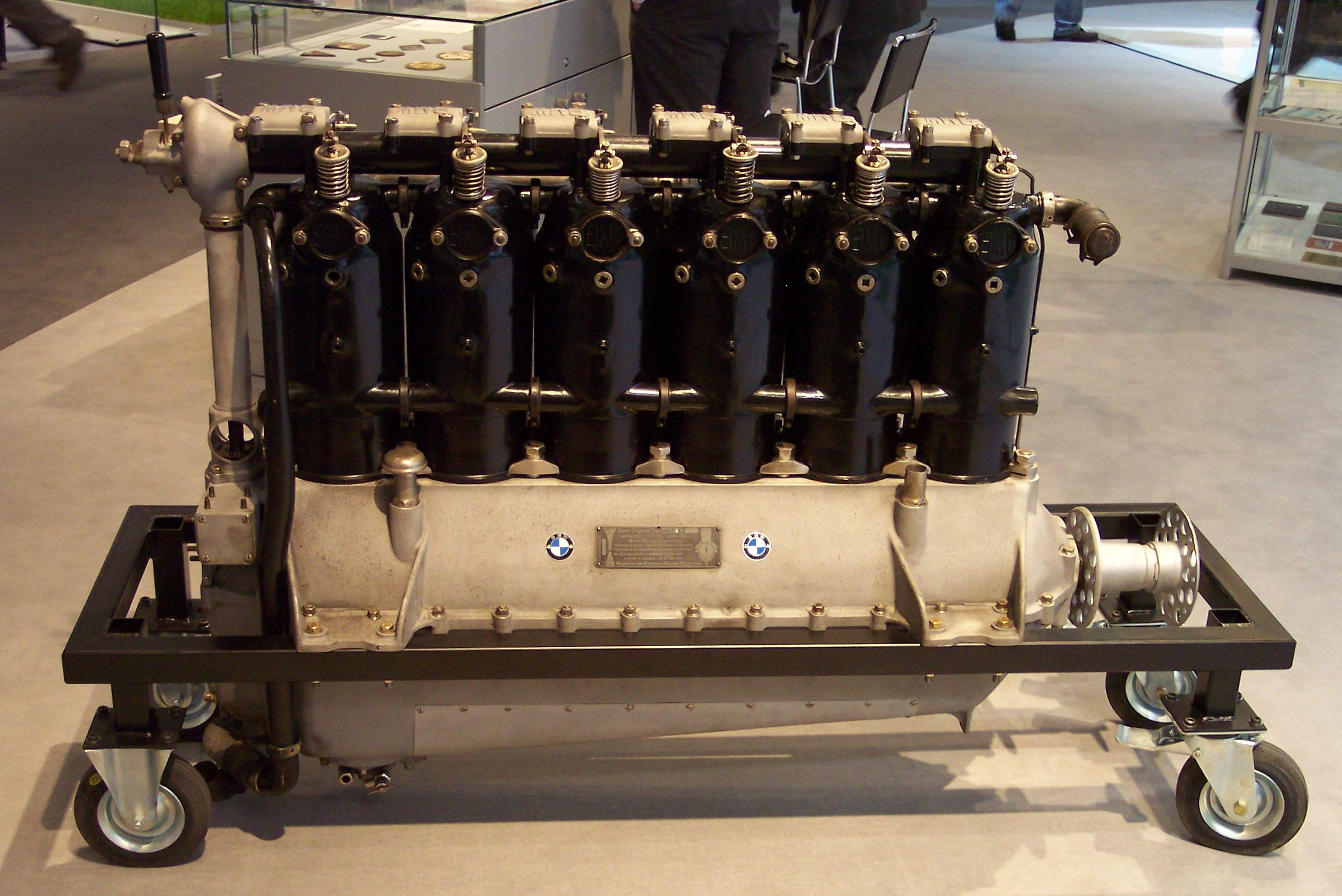
Un BMW IVa a 6 cilindri in linea raffreddato ad acqua. Si notino i cilindri incamiciati nella struttura dove scorre il liquido di raffreddamento.

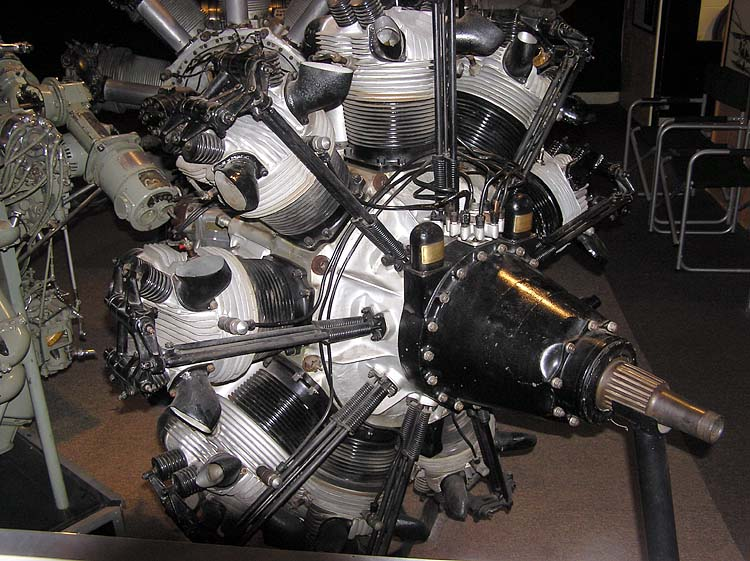
Un Bristol Mercury radiale a singola stella esposto al Bristol Industrial Museum, Bristol, Inghilterra. Si noti l'alettatura sulla superficie di ogni cilindro, che lo identifica chiaramente come motore raffreddato ad aria.

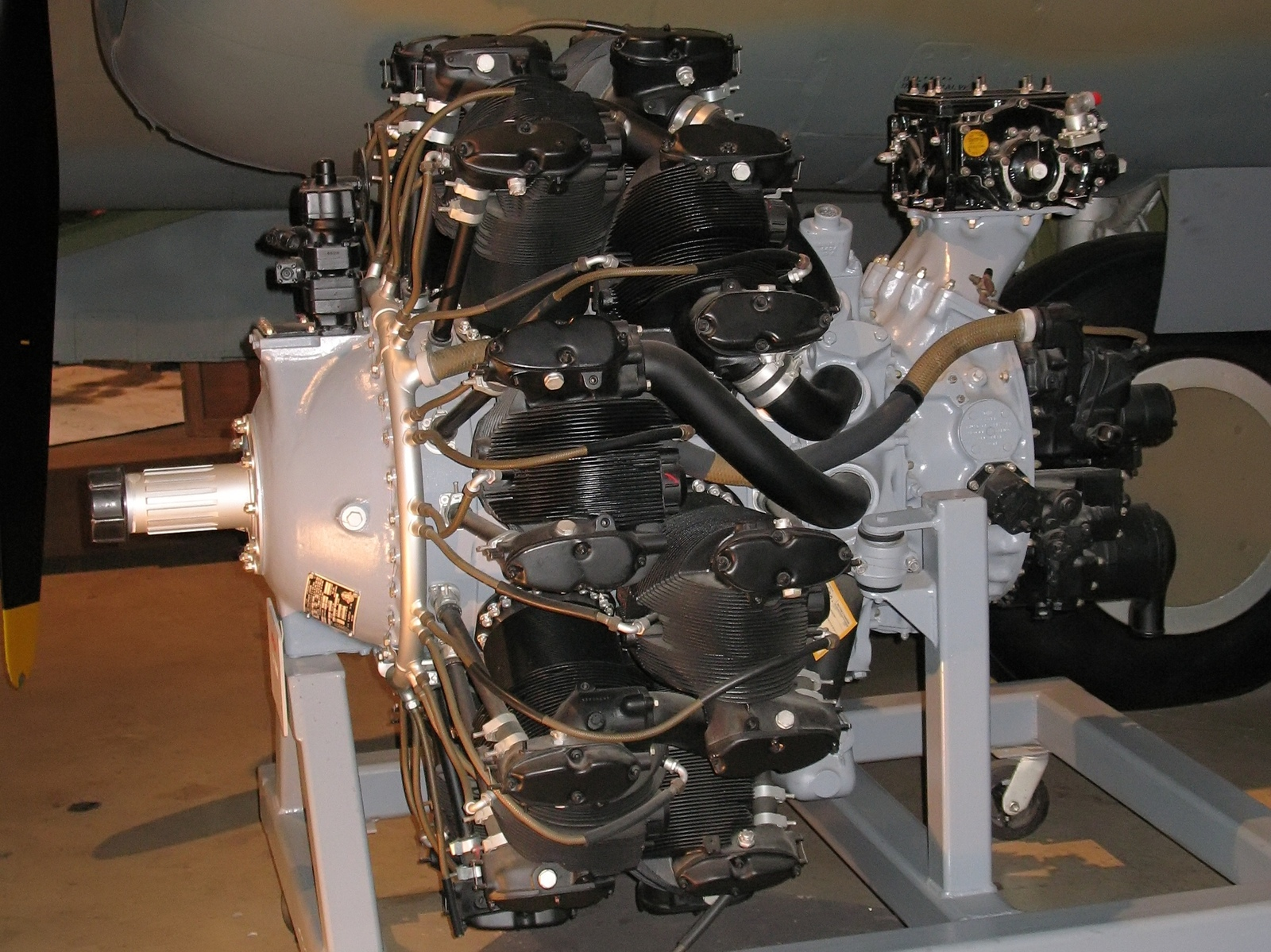
Un Wright R-2600 radiale a doppia stella. Si notino le due file di cilindri sfalsate per una maggiore equilibratura del motore.

Nella prima parte della propria storia operativa, l'evoluzione dei motori aeronautici seguì l'evoluzione tecnica dei motori a pistoni impiegati per scopi automobilistici. La principale differenza stava nelle elevate dimensioni rispetto a questi ultimi, sia per riuscire ad erogare la potenza necessaria a far sollevare il velivolo da terra e mantenerlo in volo, e sia per una particolare architettura che per motivi di ingombro venne praticamente ignorata nel campo delle due e quattro ruote, il motore rotativo ed il motore radiale.
Questi erano i primi motori utilizzati in questo campo, derivati da una semplice ma geniale considerazione: dal momento che il componente di gran lunga più pesante di tutto il motore è l'albero a gomiti, disponendo i cilindri "a stella" si poteva ridurre al minimo la lunghezza e quindi il peso del componente, che al contempo diveniva anche più robusto. Un loro ulteriore vantaggio stava nella modularità del progetto, ovvero nell'intercambiabilità delle principali componenti meccaniche, riducendo costi e tempi di progettazione e realizzazione. Dato che la tecnologia delle lavorazioni meccaniche di allora non consentiva di realizzare alette di raffreddamento sui cilindri sufficientemente fitte, inizialmente si ebbe una preferenza per il motore rotativo rispetto al motore radiale in quanto ruotando assieme all'elica generava da sé il flusso d'aria per raffreddare i cilindri. Era tipico che da un motore se ne ricavasse una serie, per poter equipaggiare la gamma di produzione di unità in fasce determinate in base alla potenza erogata. Nell'Impero tedesco tali classi avevano una nomenclatura ufficiale basata sulla numerazione romana, ad esempio i Mercedes D.III o BMW IV utilizzati su velivoli della prima guerra mondiale. Quest'ultima diede una sferzata alla ricerca aeronautica, indirizzando i progettisti verso l'uso di materiali più leggeri e nel contempo ricercando doti di sempre maggiore affidabilità e potenza erogata. Sul finire degli anni 10 il motore rotativo raggiunse il suo limite, perché al crescere della dimensione aumentava anche l'effetto giroscopico che rendeva l'aereo difficile da manovrare. Per contro, l'evoluzione tecnologica nelle lavorazioni meccaniche e nella metallurgia consentì di iniziare a produrre motori radiali robusti e affidabili che potevano facilmente essere scalati come dimensioni. Da qui lo sviluppo tecnologico si fece sempre più veloce e nel giro di pochi anni i motori realizzati permisero di aumentare le dimensioni e la capacità di carico dei velivoli, inaugurando l'aviazione commerciale.
In questo periodo nacque la rivalità tra motori radiali e motori in linea, in quanto i primi, all'aumentare della potenza aumentavano anche le dimensioni frontali a scapito dell'aerodinamicità di tutto il velivolo. I secondi invece permettevano di contenere l'ingombro e nel contempo aumentarono anche la loro efficienza adottando il raffreddamento a liquido, tecnicamente meno complesso da realizzare che nei motori radiali. In linea generale, i motori radiali vennero impiegati quando le potenze in gioco non superavano i 150 - 200 cavalli, al di sopra invece erano impiegati motori in linea. 
Aziende come la Rolls-Royce che durante la prima guerra mondiale erano state costrette a convertire la produzione per l'industria bellica, proposero motori basati sulla loro esperienza sui motori automobilistici, in particolare nel caso specifico i motori V12, iniziando con l'Eagle e il Kestrel, mentre la Hispano-Suiza diffuse i suoi motori V8.
Nel periodo tra la prima e la seconda guerra mondiale si assistette ad una diversificazione di linee di pensiero. Se in Europa le aziende producevano sia motori di un tipo che dell'altro, negli Stati Uniti d'America la produzione e l'orientamento venne influenzato dalla specifica richiesta della U.S. Navy per l'utilizzo del motore radiale, considerato più affidabile anche in caso fosse stato colpito da fuoco nemico. Se infatti un colpo avesse messo fuori uso uno dei cilindri, il motore non avrebbe smesso del tutto di funzionare permettendo una possibile manovra di emergenza da parte del pilota, con evidenti vantaggi umani ed economici. Non mancheranno tuttavia esempi eccellenti di motori aeronautici V12 statunitensi, i più famosi dei quali furono gli Allison V-1710 e i Rolls-Royce Merlin prodotti su licenza dalla Packard.
Della stessa linea anche l'aviazione giapponese che, a parte qualche esempio di motore "tradizionale" prodotto su licenza, rimase legata a questa configurazione. Fu in questo periodo che, per rincorrere l'esigenza di poter disporre di sempre maggior potenza, vennero realizzati i primi motori radiali a doppia stella, raddoppiando il numero dei cilindri posizionati su due file, ottenendo motori dagli ingombri frontali comparabili a quelli a singola stella. Parallelamente i motori concorrenti in linea si trasformarono inizialmente in motori progettati per funzionare con i cilindri rivolti verso il basso, per consentire di abbassare l'asse dell'elica e di conseguenza aumentare la visibilità anteriore nei monomotori.
Nella seconda parte del periodo si cominciò a dotare i motori aeronautici di compressori, in grado di aumentare la pressione di alimentazione e di mantenerla costante al variare della quota, e di riduttori di velocità, per poter essere meno vincolati alla velocità di rotazione del motore, prima obbligata dal mantenimento delle caratteristiche di velocità dell'elica.

## Il secondo conflitto mondiale

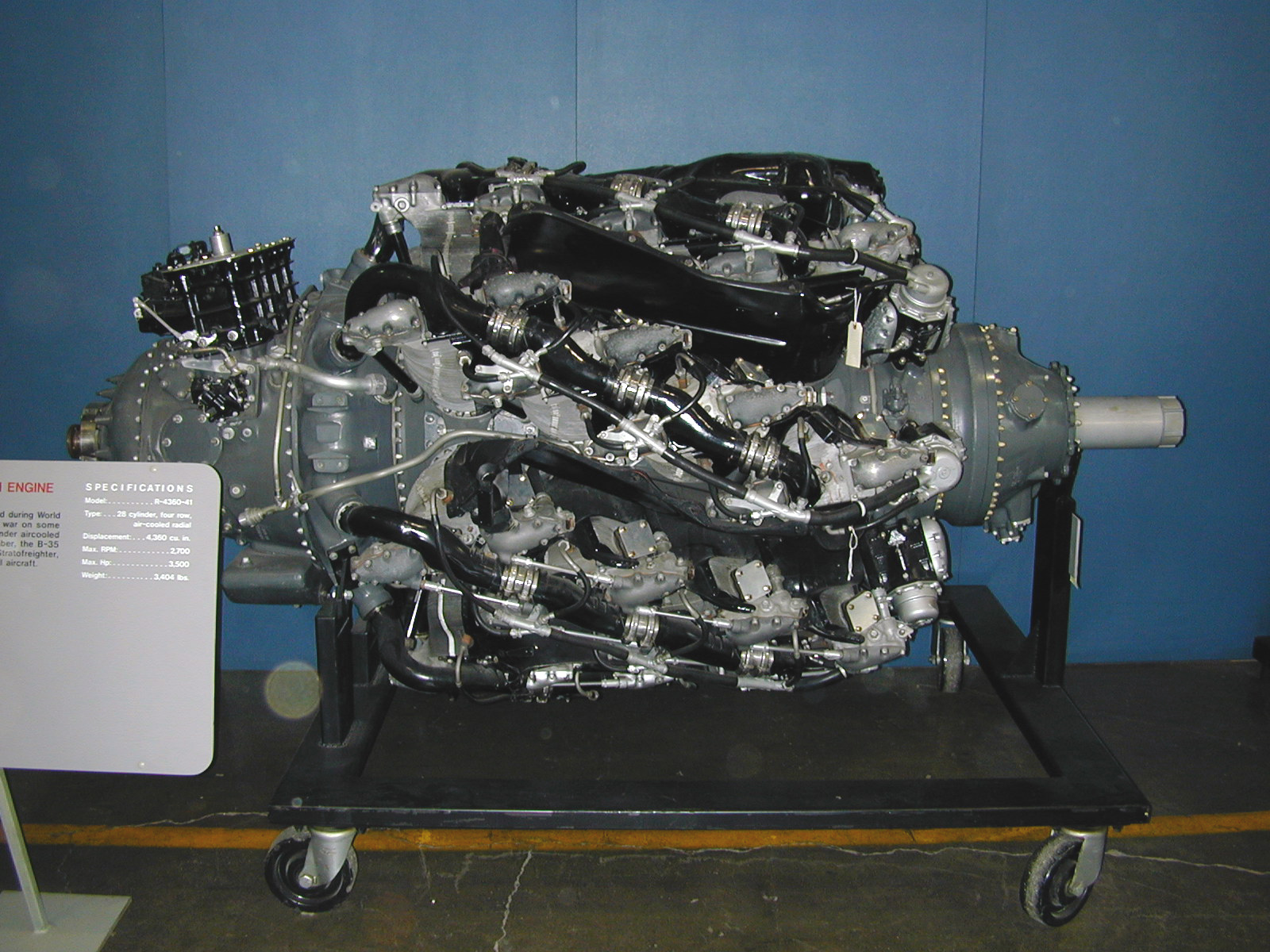
Un Pratt & Whitney R-4360 Wasp Major esposto presso il National Museum of the USAF, Dayton, Ohio. Stati Uniti. Si notino le 4 stelle che fanno assumere al motore una curiosa configurazione a pannocchia

Un altro triste esempio di come la guerra possa essere determinante per lo sviluppo tecnologico è lo sforzo compiuto dagli ingegneri per sviluppare motori sempre più potenti per equipaggiare velivoli da combattimento. Durante la seconda guerra mondiale i progettisti migliorarono ulteriormente le prestazioni dei motori, aggiungendo compressori a più stadi, impianti di raffreddamento a liquido pressurizzati, turbocompressori per usufruire di tutta la potenza disponibile dal sistema e sistemi di iniezione, come il tedesco MW 50, che permettevano anche l'utilizzo di carburanti ad alto rendimento.
Vennero realizzati i più grandi motori radiali, come lo statunitense Pratt & Whitney R-4360, detentore del primato, con i suoi 28 cilindri disposti su quattro stelle di sette cilindri ognuna: il motore a pistoni più grande mai prodotto in serie, capace di erogare potenze, a seconda della versione, dai 3000 ai 4300 cavalli. Un altro celebre esempio fu il Wright R-3350, a 18 cilindri su doppia stella, anch'esso in grado, nella sua versione di punta dotata di tre turbine di recupero dei gas di scarico, di oltrepassare il "muro" dei 3000 cavalli. Parallelamente in Europa, la Rolls-Royce aveva introdotto il suo più grande e tecnologicamente avanzato motore V12, il Griffon, dotato di compressore a doppio stadio e tre velocità, e in alcune versioni di eliche controrotanti, capace di potenze di oltre 2000 cavalli. La Germania, dal canto suo, adottò un approccio "misto" e nel corso del conflitto continuò a sviluppare sia il Daimler-Benz DB 601, un V12 "rovesciato" dotato sin dal principio di iniezione diretta di benzina e un compressore con ingaggio automatico comandato da sensore barometrico, e sia il BMW 801, un motore radiale dotato di raffreddamento ad aria forzata grazie ad una ventola supplementare, che gli consentì di adottare una carenatura più "attillata" e risultare quindi più aerodinamico. Per entrambi, a seconda delle versioni, la potenza era compresa nell'intervallo tra i 1500 e i 2000 cavalli.
Verso la fine del conflitto iniziarono a comparire architetture più complesse accoppiando ad un albero di uscita comune due motori a V, per ottenere motori con architettura a X e a W oppure due motori a cilindri contrapposti per ottenere l'architettura ad H, il più famoso dei quali fu il Napier Sabre, mostruoso motore a 24 cilindri, che grazie al frazionamento spinto e l'adozione di valvole a fodero, era in grado di operare allo stratosferico regime di rotazione di 4000 giri, un numero di giri molto più elevato dei concorrenti (il Merlin, al confronto, non superava i 3000 giri) e sprigionare oltre 2500 cavalli.
Il più grande motore radiale aeronautico mai realizzato come prototipo, ma che non vide mai il servizio operativo, fu invece il Lycoming XR-7755, autentico canto del cigno della tecnologia dei motori a pistoni aeronautici appena prima che venissero soppiantati dai motori a turbina. Era un colosso da 127 litri (7755 in³) di cilindrata con 36 cilindri su 9 bancate da 4 cilindri ciascuna, raffreddato a liquido, con alberi a camme in testa dotati di un doppio set di camme (decollo/crociera), sovralimentato con compressore meccanico e turbocompressore, dotato di alberi per eliche controrotanti e riduttore di giri a due velocità. La sua potenza era di 5000 cavalli a 2600 giri/min. ma il suo sviluppo fu abbandonato appunto a causa della diffusione dei motori a getto e turboelica.
Si stava infatti per approssimare una nuova fase, che avrebbe rapidamente relegato a ruoli minori la tecnologia fino ad allora utilizzata. Il problema da superare, infatti, era connesso alla limitata velocità di punta a cui poteva arrivare la propulsione ad elica (circa 700 km/h,  all'epoca). Due ingegneri, il tedesco Hans von Ohain ed il britannico Frank Whittle, avevano messo a punto i motori che, nelle ultime fasi della guerra, resero evidenti i progressi ed i possibili sviluppi dei loro motori a getto.
La teoria del motore a getto, in particolare l'esoreattore a getto, era stata studiata e sperimentata già agli inizi dell'era aviatoria da fisici ed ingegneri, quali René Lorin, Boris Sergeevič Stečkin, Henri Coandă e Giovanni Battista Caproni. Primitivi esempi di propulsione a getto possono essere il Coandă-1910, il Campini-Caproni C.C.2, il Tsu-11 ed il MiG-13, aeroplani dotati di un motoreattore, ovvero di un motore a getto con compressore azionato da un motore a pistoni.

## Dal dopoguerra ai giorni nostri

### Motori turbogas

#### Turbogetti
A partire dalla fine degli anni 1940 i motori turbogetto seguiti a breve distanza dai turbofan e turboelica, presero rapidamente il posto dei motori a pistoni per le applicazioni di alta potenza (militari e commerciali). Una turbina a gas può essere vista in maniera semplificata come una macchina nella quale sono introdotte una certa portata di massa di aria con un certo contenuto energetico e una di combustibile, e fuoriesce la stessa portata di massa di aria con un'energia "interna" (cioè considerata in termini di calore e pressione statica) aumentata. Il modo più semplice per sfruttare questo salto energetico è quello di applicare un ugello per convertire l'energia interna in energia cinetica, ottenendo un'accelerazione del flusso d'aria, e quindi una spinta netta. Quest'altissima velocità del getto di scarico (che può essere anche supersonica adottando ugelli opportuni) ha permesso agli aerei militari di raggiungere velocità fino a Mach 3 già durante gli anni 60. Tuttavia questo metodo di ottenere spinta è, rispetto agli altri, inefficiente alle basse velocità.
Turbofan
In luogo dell'ugello di scarico, è possibile recuperare l'energia dei gas in uscita tramite una seconda turbina "di potenza", sottoforma di energia meccanica. Collegando all'albero di questa seconda turbina una "ventola" assiale con lo scopo di generare una spinta elaborando una grande massa d'aria con un incremento di pressione modesto, si ottiene il motore turbofan. Questo è di gran lunga più efficiente del turbogetto, in termini di spinta generata in rapporto al combustibile consumato, ma di contro riesce a mantenere una spinta consistente solo fino al regime transonico (circa 900 km/h o Mach 0,85). Per questo motivo la sua applicazione ideale sono gli aerei di linea e tutti quei velivoli dove non è richiesto il volo supersonico.
Turboelica
Se anzichè collegare un "fan" alla turbina di potenza, si collega un'elica (generalmente tramite un riduttore di giri per abbassare il regime della turbina, nell'ordine delle decine di migliaia di RPM, fino ai 2000 - 2500 RPM sopportabili dalle eliche), si ottiene un motore turboelica. Esso è ancor più efficiente nei consumi rispetto al turbofan, e consente comunque con un peso e un ingombro molto ridotti di raggiungere facilmente potenze elevatissime che altrimenti richiederebbero motori a pistoni enormemente grandi e complessi: si va dalla fascia dai 500 ai 1500 cavalli circa nelle applicazioni civili e dai 5000 fino ai 10000 cavalli ed oltre per quelle militari. I velivoli equipaggiati con motori turboelica risentono degli stessi fenomeni di compressibilità transonica sull'elica che affliggevano gli aerei militari ad elica dotati di motori a pistoni, e pertanto sono in genere parimenti limitati in velocità sui 700 - 750 km/h. L'applicazione ideale dei turboelica sono i velivoli d'affari, da trasporto, da lavoro aereo, trasporto regionale di passeggeri e in generale dove sono richieste prestazioni consistenti a fronte di elevata efficienza e velocità non troppo elevate. Con eliche particolarmente avanzate, si è dimostrato che i turboelica possono avvicinare le prestazioni velocistiche dei turbofan, ma nonostante il potenziale vantaggio in termini di consumo, l'insorgere di altri problemi ne rallenta lo sviluppo, tra cui un consistente aumento del rumore.

### Motori a pistoni

#### Motori a ciclo Otto
Nonostante i numerosi vantaggi dei motori turbogas, tra cui anche un ridotto numero di parti in movimento e una maggiore semplicità costruttiva che porterebbero a maggiore affidabilità, queste sono tipologie di motori che esprimono il loro massimo rendimento ad alta quota e ad alta velocità. Inoltre per via dell'utilizzo di materiali molto avanzati, i loro costi unitari e di mantenimento in esercizio rimangono elevatissimi. I motori aeronautici a pistoni sono rimasti in uso nei piccoli aerei di aviazione generale e negli ultraleggeri, che operano a velocità e altitudini più basse, nelle quali tale tipo di propulsore rimane la scelta più ottimale in termini di consumi ed economia di esercizio, nella fascia di potenze compresa all'incirca dagli 80 - 100 fino ai 300 - 350 cavalli.
Le architetture motoristiche del passato, vale a dire motori radiali o V12, sono però pressoché scomparse, lasciando il posto ad una configurazione costruttiva più adatta agli aerei di piccola dimensione, costituendo il miglior compromesso tra leggerezza, aerodinamica e facilità di essere raffreddati ad aria: la configurazione boxer. Questo tipo di motori iniziò ad essere sviluppato già durante gli anni 1940 negli Stati Uniti per gli aerei leggeri dell'epoca, come il Piper J-3.
Questi motori hanno tipicamente 4 o 6 cilindri (un solo modello, il Lycoming O-720, ha 8 cilindri), e grazie alla configurazione boxer sono compensati nelle vibrazioni sia di primo che di secondo ordine, garantendo affidabilità e durata, mentre l'aria per il raffreddamento è in genere convogliata da prese d'aria in corrispondenza della metà superiore delle bancate cilindri, e poi fatta sfogare verso il basso e all'indietro.
Prodotti per decenni dalla Lycoming e dalla Continental, non hanno mai subito evoluzioni radicali, preferendo soluzioni semplici, affidabili e collaudate: alimentazione a carburatore (in qualche caso ad iniezione meccanica), un'architettura dei cilindri sostanzialmente ereditata dai motori radiali degli anni precedenti, con canne dei cilindri in acciaio, testate singole in lega di alluminio filettate direttamente sulle canne, distribuzione ad aste e bilancieri con albero a camme nel basamento comandato ad ingranaggi, e accensione a doppio magnete. Sono dotati di cilindrate generose, che a seconda della potenza vanno dai 3 ai 9 litri, il che li rende in grado di azionare l'elica in "presa diretta" grazie alla coppia poderosa, senza dover usare riduttori di giri, e per questo motivo in genere non superano i 2700 RPM, il che comporta una ridotta usura e lunga durata. Per alcuni di questi motori sono state sviluppate versioni sovralimentate, ma finalizzate più al mantenimento della potenza nominale fino in alta quota che all'aumento della stessa a livello del mare, con pressioni di sovralimentazione che raramente vanno oltre +0,2 / +0,3 bar rispetto alla pressione atmosferica a livello del mare. In luogo dei compressori meccanici del passato però, si preferisce installare un turbocompressore, che per queste applicazioni su motori relativamente piccoli risulta vantaggioso in termini di peso, semplicità meccanica e consumi di carburante.
Fanno in parte eccezione i motori delle serie Rotax 912 e successive, frutto di una filosofia progettuale più moderna (tra la fine degli anni 80 e l'inizio degli anni 90) votata all'efficienza e all'economia nei consumi, che pur mantenendo l'architettura a 4 cilindri boxer, sono di cilindrata inferiore (1,2 - 1,4 litri), operano ad un numero di giri superiore (massimo 5800 RPM) e pertanto dotati di riduttore per l'elica, hanno la lubrificazione a carter secco e inoltre sebbene le canne dei cilindri sono raffreddate ad aria, le testate sono dotate di raffreddamento a liquido. Disponibile anche in versione turbo, le versioni più recenti sono equipaggiate con iniezione elettronica.
Motori a ciclo Diesel
Anche se a prima vista l'elevatissima affidabilità e durevolezza dei motori Diesel, unitamente ad altri vantaggi come l'assenza di impianto di accensione, l'impossibilità di ghiaccio al carburatore, il rischio di infiammabilità molto minore, e il maggior peso specifico (quindi maggiore autonomia) lo renderebbero un candidato ideale per l'applicazione aviatoria, questo tipo di motorizzazione non è stata pressoché mai considerata per via del rapporto potenza/peso storicamente più sfavorevole di tali motori rispetto a quelli a benzina. L'unico esempio del passato che poteva competere in termini di potenza e peso coi motori a benzina dell'epoca, ma con una spesa per miglio molto minore, fu il Packard DR-980, che però non guadagnò mai il favore del mercato a causa di problemi di vibrazioni e fumi di combustione che penetravano negli abitacoli, mai del tutto risolti.
La costante diminuzione negli anni dell'utilizzo, e di conseguenza della disponibilità, della benzina Avgas, ha recentemente ravvivato l'interesse nelle motorizzazioni diesel per uso aeronautico. Sempre più di frequente si stanno valutando propulsori derivati direttamente dalla moderna industria automobilistica, che grazie ai progressi tecnologici (common rail, sovralimentazione ecc.) è oggigiorno in grado di fornire propulsori diesel compatti, leggeri, potenti ed affidabili in grado di funzionare con il combustibile Jet-A1, utilizzato in tutto il mondo e più economico della benzina avio. Un esempio di diesel aeronautico di nuova generazione è l'Austro Engines E4, un due litri, quattro cilindri in linea turbodiesel common rail da 168 cavalli basato sul propulsore OM640 prodotto da Mercedes-Benz. La sfida per questi moderni propulsori sarà il sottoporre i loro sofisticati sistemi elettronici di gestione alle necessarie certificazioni, e il come verranno accolti poi dagli operatori del settore.
Motori elettrici
Anche la propulsione elettrica è oggetto di recenti studi ed esperimenti per applicazioni nell'aviazione leggera, ma se da un lato il motore elettrico ha indubbi vantaggi come il ridottissimo numero di parti in movimento, la silenziosità, la grande coppia che ben si presta ad azionare un'elica e la possibilità di avere motori modulari con un "sandwich" di più motori a flusso assiale, d'altro canto le batterie con la tecnologia attuale (basata sul litio) hanno una densità energetica che non consente di arrivare molto oltre ad un'ora di autonomia.

## Le convenzioni nella nomenclatura

### Motori tedeschi

#### Epoca imperiale

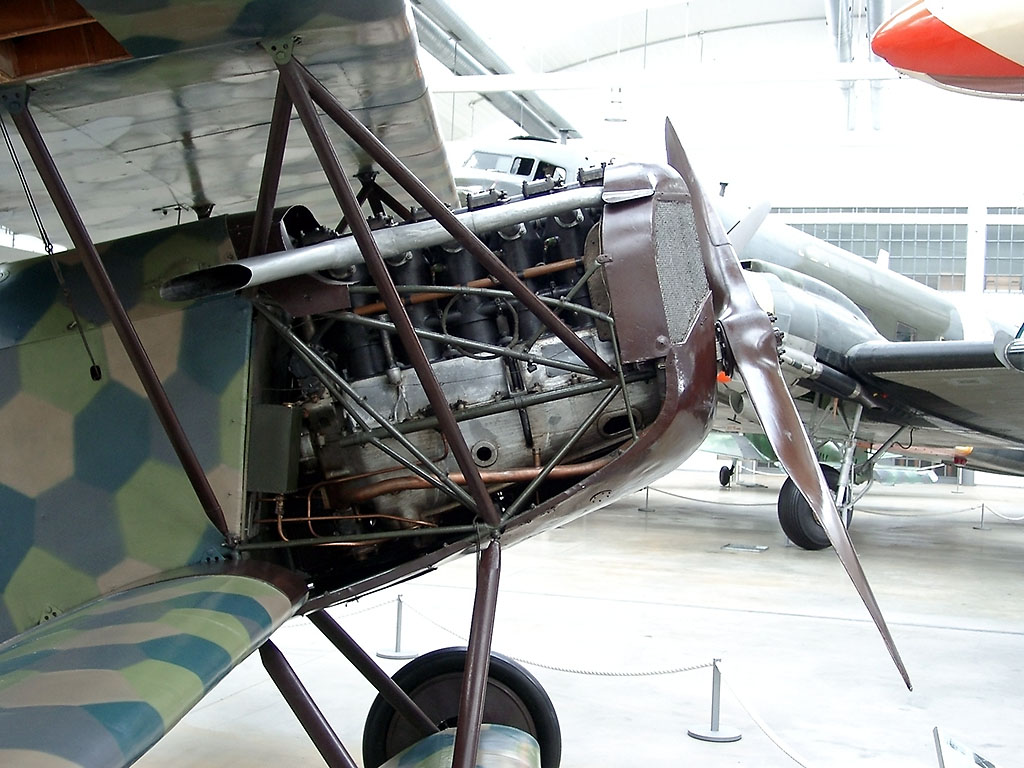
Un Daimler D.IIIa montato sul Fokker D.VII esposto al Deutsches Museum Flugwerft Schleißheim

Nei primi anni di produzione dei motori aeronautici, quando questi vennero utilizzati a scopo militare si vide la necessità di identificarne rapidamente le caratteristiche con alcune convenzioni. Questo tipo di categorizzazione si riscontra per la prima volta nella nomenclatura attuata nei primi anni del ventesimo secolo nell'Impero tedesco, convenzione introdotta dall'Idflieg che resistette, anche se distorta nell'applicazione, fino all'avvento del Reichsluftfahrtministerium dell'epoca nazista.
Questa si basava su una serie di classi diversificate per potenza espresse in numerazione romana progressiva e su un prefisso che ne identificava il costruttore. Se la sigla del costruttore appariva anche dopo la coda identificava la produzione su licenza.
Classe di potenza
- Gruppe 0, al di sotto di 80 PS (nel sistema di misura tedesco il PS corrispondeva al cavallo vapore usato in altre nazioni).
- Gruppe I, 80 - 100 PS
- Gruppe II, 101 - 149 PS
- Gruppe III, 150 - 199 PS
- Gruppe IV, 200 - 299 PS
- Gruppe V, 300 - 399 PS
- Gruppe VI, 400 - 499 PS
- Gruppe VII, oltre 500 PS

Suffisso identificativo
- Adler- Ad
- Argus Motoren GmbH - As
- Reinhild Becker, Zurich - Br
- Basse und Selve - Bus
- Conrad - C
- Daimler - D
- Deutz - Dz
- Goebel - Goe
- Gülder - Gü
- Korting - Kg
- MAN Augsburg - Man
- Maybach-Motorenbau GmbH - Mb
- N.A.G. - Nag
- Opel - 0
- Riedinger - Rie
- Rapp - Rp
- Rhemag - Rhemag
- Siemens & Halske AG (Siemens-Schuckertwerke) - Sh
- Stoewer - St
- Oberursel - U o/ UR

In base a queste convenzioni, un motore da 150 PS prodotto dalla Argus Motoren GmbH avrebbe avuto la denominazione Argus As.III, mentre se lo stesso motore veniva realizzato su licenza dalle aziende Gülder, MAN, Opel e Stoewer assumeva di conseguenza la denominazione As.III Gün, As.III Man, As.III O e As.III St.
La presenza di una "a" alla sigla, vedi il BMW IIIa, determinava un motore successivamente realizzato dalla stessa casa costruttrice ma, pur se appartenente alla stessa classe di potenza, poteva risultare di impostazione tecnica completamente differente.
Le classi oltre la settima (VII) non erano previste e se risultano nella nomenclatura tedesca successiva è solo per un uso improprio della convenzione, passata da divisione per classe di potenza a semplice numero progressivo di progetto.

#### Epoca nazista

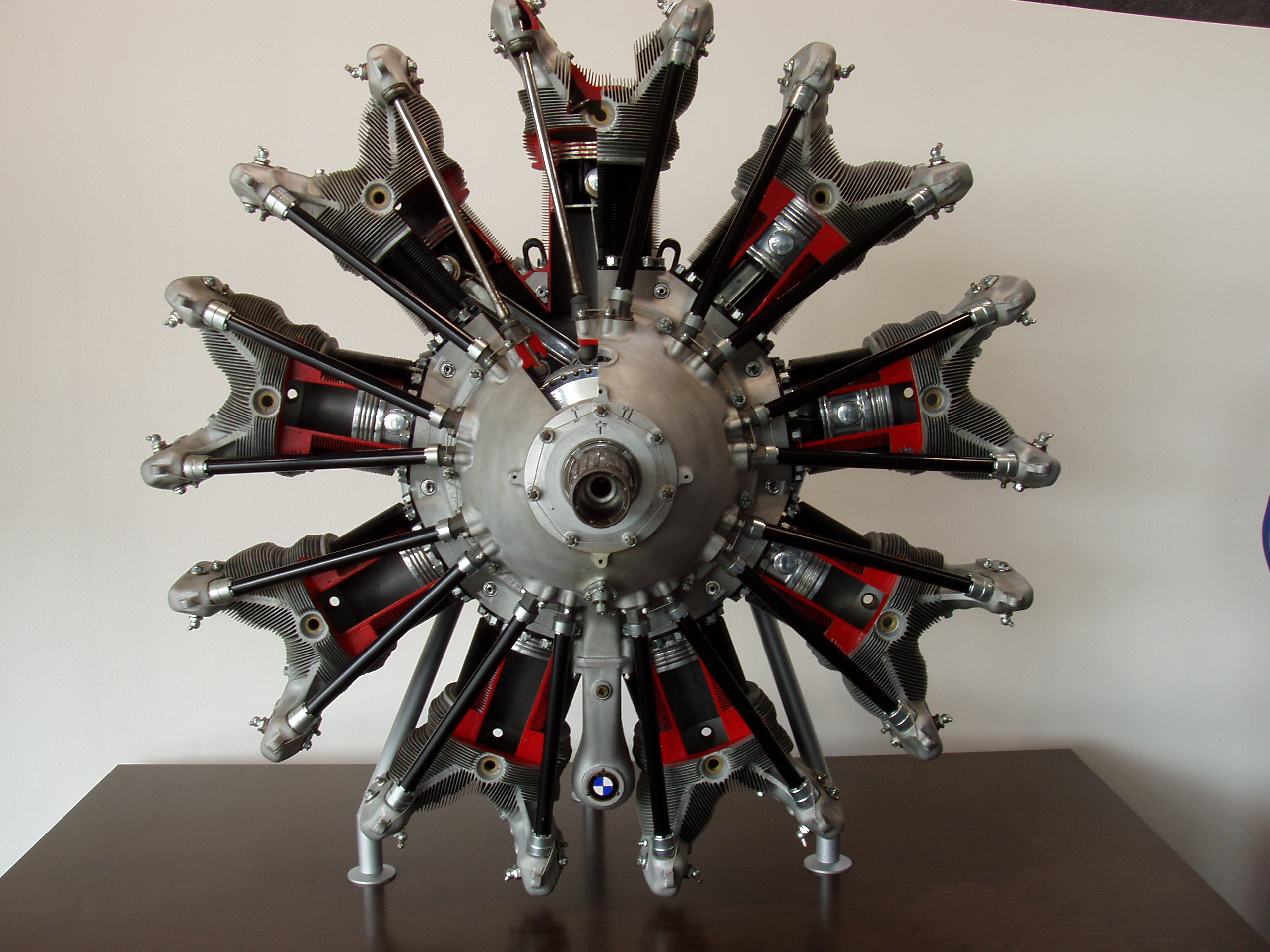
Un radiale BMW 132

Dopo il 1933, con l'ampliamento dei ministeri iniziato dal regime nazista, venne istituito il Reichsluftfahrtministerium (RLM), il Ministero dell'Aria del Reich, che aveva il compito di coordinare e supervisionare tutte le attività legate all'aeronautica civile e militare nella Germania dell'epoca. Fu questo ministero ad assegnare una nuova nomenclatura per identificare i motori aeronautici in produzione, imponendo la nuova denominazione all'azienda produttrice, e quelli di produzione futura.
Questo metodo si basava su un codice numerico a tre cifre che identificava un blocco assegnato all'azienda costruttrice, con le ultime due riferite al progetto in numero progressivo.
- 090-099 - varie aziende minori
- 100-199 - Bayerische Motorenwerke GmbH (BMW); successivamente le venne assegnato il blocco 800
- 200-299 - Junkers Flugzeug- und Motorenwerke A.G.
- 300-399 - BMW-Flugmotorenwerke Brandenburg GmbH (BMW-Bramo)
- 400-499 - Argus-Motoren GmbH
- 500-599 - Heinkel Hirth Motoren GmbH
- 600-699 - Daimler-Benz A.G.
- 700-799 - Klöckner-Humboldt-Deutz A.G.
- 800-899 - Bayerische Motorenwerke GmbH (BMW)

A questa catalogazione sfuggivano i nuovi motori a reazione (esoreattori o endoreattori che fossero) che, a partire dal 1939, erano contraddistinti dal prefisso 109- seguito da un numero progressivo a tre cifre assegnato dal RLM. Dal numero 109-011 in poi, invece, la cifra finale identificava la casa costruttrice (ad esempio 1 per la Heinkel, 2 per la Junkers, 4 per l'Argus e 8 per la BMW).

### Motori statunitensi

#### Fino alla Seconda guerra mondiale
I costruttori statunitensi hanno sempre utilizzato una nomenclatura divisa in tre parti:
- La prima identifica l'architettura: R = radial (radiale), V = cilindri a V (talvolta si usava IV per "Inverted V", ovvero i motori a V capovolta), I = inline (cilindri in linea) oltre alle già citate X, H, ecc.
- La seconda parte identifica la cilindrata in pollici cubi (1 in³ = 2,54³ cm = 16,387 cc).
- La terza parte identifica la variante specifica, ed è una sigla usata a discrezione del costruttore.

#### Dopo la Seconda guerra mondiale
La Lycoming e la Continental da allora hanno prodotto quasi esclusivamente motori a cilindri orizzontali, quindi sebbene la struttura della nomenclatura sia rimasta sostanzialmente la stessa, è subentrata qualche piccola differenza nella prima parte di essa.
La O di "Opposed Cylinder" è sempre presente, essendo l'unica architettura rimasta in produzione, ma si è arricchita di prefissi che identificano la configurazione, i più diffusi dei quali sono:
- I = injected (ad iniezione);
- S = supercharged (sovralimentato);
- T = turbocharged (sovralimentazione a turbocompressore);
- G = geared (con riduttore di giri);
- A = aerobatic, dry sump (adatto all'acrobazia, con lubrificazione a carter secco);
- AE= aerobatic, wet sump (adatto all'acrobazia, con lubrificazione a carter umido);
- H = horizontal (installazione orizzontale su elicottero);
- V = vertical (installazione verticale su elicottero);
- E = electronic, oppure F = FADEC (Fully Automated Digital Engine Control), cioè dotato di moderna ECU per la gestione del motore);

Inoltre il suffisso "L" dopo la O indica la rotazione inversa (sinistrorsa). Raramente è usato per indicare il raffreddamento a liquido.

## Requisiti e caratteristiche

### Affidabilità
Essendo l'interruzione di potenza motrice un evento che costringe il velivolo, aeroplano o elicottero che sia, a prendere terra dovunque si trovi in quel momento (in volo planato o, nel caso degli elicotteri in autorotazione) con possibili danni a persone e cose, il requisito cardine di un motore aeronautico è l'affidabilità, ovvero la capacità di operare a livelli di potenza anche sostenuta per lunghi periodi senza guastarsi.
Per questo motivo in genere i motori aeronautici sono sovradimensionati e quindi lavorano ben lontani dalle loro reali potenzialità strutturali e meccaniche. I motori a pistoni aeronautici "classici" sono pertanto poco "spinti": adottano un rapporto di compressione piuttosto basso (raramente eccede 8:1) e un basso numero di giri (dai 2000 ai 2700). Tutti i sistemi che possono costituire un singolo punto di guasto (pompa carburante, accensione, ecc.) sono ridondanti, mentre si cerca di massimizzare la semplicità costruttiva. I motori turbogas invece, avendo molte meno parti rotanti, tendono ad essere intrinsecamente più affidabili.
Tutti i motori aeronautici certificati sono sottoposti a regolari interventi di manutenzione obbligatoria. I motori a pistoni hanno un TBO (tempo che intercorre tra una revisione generale e l'altra) intorno alle 2000 ore di funzionamento, mentre i motori turbogas possono arrivare a 5000.

### Rapporto potenza/peso
Idealmente un motore aeronautico deve essere in grado di erogare una potenza elevata a fronte di un peso contenuto. Questo requisito richiederebbe motori "spinti" apparentemente in contrasto con il requisito di affidabilità, pertanto è necessario un compromesso.
Generalmente si cerca di ridurre al minimo il peso del motore attraverso la semplificazione costruttiva, la riduzione del numero di parti e l'adozioni di leghe leggere per la costruzione laddove possibile. Sempre la riduzione del peso è alla base dell'adozione da parte di quasi tutti i motori a pistoni aeronautici del raffreddamento ad aria. Inoltre in questo modo si eliminano numerosi elementi potenzialmente soggetti a guasti (radiatori, manicotti, pompa dell'acqua) a vantaggio dell'affidabilità.
I motori turbogas invece hanno già di per se un rapporto potenza/peso molto favorevole, ed è per questo che hanno rivoluzionato il trasporto aereo a partire dagli anni '50.

### Aerodinamicità
Un motore aeronautico deve offrire la minima resistenza aerodinamica possibile. Questo normalmente non è un problema per i motori turbogas, essendo di per sè molto compatti, mentre invece la necessità dei motori a pistoni di mantenere il raffreddamento ad aria obbliga anche in questo caso ad un compromesso. Questa è una delle ragioni che ha portato all'adozione generalizzata della formula costruttiva a cilindri contrapposti.

### Economia d'esercizio
Un motore aeronautico dovrebbe, per quanto possibile, essere economico da mantenere, soprattutto per gli operatori commerciali.

#### Contenimento del consumo
Per quanto riguarda i motori a pistoni, sarebbe possibile migliorare l'efficienza utilizzando un maggiore frazionamento (più cilindri ma più piccoli) e un alto rapporto di compressione, ma questo è possibile solo finchè non si va a compromettere l'affidabilità. L'adozione di moderni sistemi di controllo della combustione tramite l'iniezione elettronica è ostacolata dal complesso processo per ottenere la certificazione, dato che le centraline potrebbero costituire una potenziale fonte di guasto.
Nei motori turbogas si aumenta l'efficienza aumentando il rapporto di diluizione.

#### Economicità di manutenzione
La semplicità costruttiva di un motore va a vantaggio della manutenzione, riducendo i tempi necessari a tenerlo in esercizio. I motori a pistoni aeronautici "classici" hanno il vantaggio di poter smontare singolarmente i cilindri, senza quindi dover smontare l'intera testata o monoblocco per intervenire solo su un gruppo termico.
I motori turbogas sono di per se molto più semplici costruttivamente e richiedono quindi una manutenzione meno impegnativa, ma in genere hanno un costo delle parti di ricambio molto più elevato.